# Quinto Clodio Ermogeniano Olibrio
Quinto Clodio Ermogeniano Olibrio (in latino: Quintus Clodius Hermogenianus Olybrius; fl. 361-384) è stato un politico romano di età imperiale.

## Biografia
Era un cristiano, figlio di Clodio Celsino Adelfio e di Faltonia Betizia Proba, una poetessa. Sposò Turrania Anicia Giuliana, appartenente alla gens Anicia in quanto figlia del praefectus urbi del 382 e console del 408 Anicio Auchenio Basso, da cui ebbe una figlia, Anicia Faltonia Proba. Il ritrovamento nei pressi della basilica di San Pietro in Vincoli sul colle Oppio di una base di statua con dedica a sua moglie Giuliana indicata come patrona perpetua ha permesso di collocare qui la sua domus. Fu vir clarissimus, consularis della Campania (prima del 361; patrono di Formia), proconsole d'Africa (361), praefectus urbi (369-370), prefetto del pretorio per l'Illirico e per l'Oriente, console nel 379. Era ancora vivo nel 384, ma morto nel 395.
Durante la sua prefettura dell'Urbe, che fu quieta e temperata, arrestò due sospetti avvelenatori, ma le indagini andavano per le lunghe a causa della sua malattia, così il caso passò al prefetto dell'annona Massimino; in seguito gli succedette Publio Ampelio. Fu console posterior rispetto al poeta Decimo Magno Ausonio perché questi era prefetto anziano: mentre infatti Ausonio fu nominato prefetto del pretorio delle Gallie nel tardo 377, Olibrio fu nominato prefetto per l'Illirico dall'imperatore Graziano probabilmente all'inizio del 378, forse in previsione dello scontro con i Goti in Tracia (che culminò con la sconfitta e morte di Valente ad agosto nella battaglia di Adrianopoli); era a Sirmio quando fu nominato console da Graziano. Prima dell'assunzione del consolato, fu nominato prefetto del pretorio per l'Oriente.